# Скоморошье (Вологодская область)
Скоморошье — деревня в Никольском районе Вологодской области.
Входит в состав Аргуновского сельского поселения, с точки зрения административно-территориального деления — в Аргуновский сельсовет.
Расстояние по автодороге до районного центра Никольска — 46 км, до центра муниципального образования Аргуново — 5 км. Ближайшие населённые пункты — Софроново, Никольское, Леунино.
По переписи 2002 года население — 94 человека (45 мужчин, 49 женщин). Преобладающая национальность — русские (99 %). (однако, их прозвище - "зыряне")
В 1999 году была внесена в реестр населённых пунктов Вологодской области под названием Скоромошье, изменение в реестр внесено в 2001 году.